# Myiagra caledonica
Monarca-melanésio ou papa-moscas-melanésio (Myiagra caledonica) é uma espécie de ave da família Corvidae.
Pode ser encontrada nos seguintes países: Nova Caledónia, Ilhas Salomão e Vanuatu.